# Jean-Louis Nou
Jean-Louis Nou (né en 1941 à Perpignan et décédé en 1992) est un photographe français. Il a reçu le prix Niépce en 1975. Photographe essentiel pour la connaissance du monde indien tant du point de vue sociologique que de l'histoire de l'art.

## Biographie
Jean-Louis Nou a été amené à la photographie par Thérèse Le Prat et initié aux subtilités du tirage par Pierre Gassman. Attiré par l'aspect socio-ethnographique de l'image, il effectue à partir de 1965, différents reportages sur l'éducation, la jeunesse, les conditions de vie en Suède, en Tchécoslovaquie, au Vietnam. C'est une commande de l'Unicef et de l'Organisation mondiale de la santé en 1967 qui lui donnera l'occasion de découvrir l'Inde. Se refusant à considérer ce pays sous son seul aspect socio-économique, il se passionne alors pour sa philosophie et devient par excellence le photographe du continent indien.
En 1968 est publié son premier ouvrage "L'Inde que j'aime" aux Editions Sun.
Les missions photographiques en Inde et au Népal s'enchaînent aussi bien pour le compte du Centre International de l'Enfance, que pour le Musée Guimet ou le Ministère du Tourisme Indien. Reconnu pour ses connaissances, sa sensibilité et ses compétences, il gagne la confiance de Lucien Mazenod qui lui confie en 1971 l'illustration de l'ouvrage de référence "L'Art en Inde" paru en 1974, réédité et mis à jour en 1999.
Fruits d'une longue cohabitation avec la terre indienne, les ouvrages liés à ses séjours se multiplient, notamment
"La Civilisation de l'Inde ancienne" chez Arthaud en 1978 et en collaboration avec Indira Gandhi "Inde, hommes, rites et dieux" aux Editions Edita-Vilo en 1979.
À partir des années 1980 son champ d'action s'élargit, l'Association Française d'Action Artistique lui commande des missions photographiques en Inde, en Jordanie, en Côte d'Ivoire, au Sri Lanka pour la réalisation de catalogues d'exposition. (Cf. Publications)
Le Moyen-Orient l'attire également et il s'attachera notamment à restituer photographiquement les fresques du château omeyade d'Amra en Jordanie à la demande de l'Institut du monde arabe.
La publication de l'ouvrage "Mémoires d'Euphrate et d'Arabies" aux Editions Hatier en 1991 sera l'aboutissement de 7 années consacrées à rendre en image les civilisations du Moyen-Orient au travers des paysages millénaires, des sites archéologiques et des richesses des musées de Syrie, au Sultanat d'Oman, du Sinaï au Jourdain.
Jean-Louis Nou meurt accidentellement en 1992.

## Son œuvre
Porté par son goût pour les projets de longue haleine et par une énergie hors du commun, il a été l'initiateur du premier relevé photographique des peintures murales du site archéologique d'Ajantâ qu'il a pu réaliser grâce à l'appui d'Indira Gandhi. Il a dévoilé également toute la richesse décorative du Tâj Mahal et s'est passionné pour le temple de Borobudur.
La longue liste des ouvrages illustrés par Jean-Louis Nou et les milliers de clichés qu'il a laissés, montrent avant tout son attachement à l'Inde et son désir enthousiaste de faire partager sa passion profonde pour ce pays par son approche photographique, liant souci esthétique et moyens de connaissance.

## Publications
- C.Sivaramarmuti, Amina Okada,Thierry Zéphir. Photographies : Jean-Louis Nou, L'Art en Inde, Paris, Citadelles & Mazenod, 1999, 630 p. (ISBN 2-85088-073-6) Ire édition en 1974.
- Tâj Mahal. Texte d'Amina Okada, photographies de Jean-Louis Nou.Paris, Editions Imprimerie nationale, 1993. Réédition en 1998
- Borobudur. Texte de Louis Frédéric, photographies de Jean-Louis Nou. Paris, Editions Imprimerie nationale, 1994.
- Amina Okada. Photographies : Jean-Louis Nou, Ajantâ, Paris, Imprimerie Nationale, 1991, 220 p. (ISBN 2-11-081116-1)
- Mémoires d'Euphrate et d'Arabies. Paris, Hatier, 1991.
- Inde. Jeanine Auboyer & Jean-Louis Nou. Paris, Nathan, 1986
- Les Derniers Maharajahs. Paris, Arthaud, 1980.
- L'Inde que j'aime. Présentation de Max-Paul Fouchet. Texte de Nicole Ménant. Photographies de Jean-Louis Nou. Éditions Sun, Paris, 1979.
- Indira Gandhi, Inde : hommes, rites et dieux, tr. de l'indi par Nicole Ménant, photo. de Jean-Louis Nou, Lausanne, Edita, 1978
- L'Inde que j'aime. Présentation de Jean Guehenno, texte de Marie-Simone Renoux, photos de Jean-Louis Nou, Éditions Sun, 1968.
- Les Kama Sutra. Texte intégral traduit de l'édition anglaise de Sir Richard Burton, photos de Jean-Louis Nou/akg-images, Editions du Seuil, 2009.

Catalogues d'exposition :
- 1985 "Rasa,les 9 visages de l'art indien", Paris, Grand Palais.
- 1986 "9000 ans d'art au royaume de Jordanie", Paris, Grand Palais.
- 1989 "Corps parés, corps sculptés ou l'art ancien de la Côte d'Ivoire", Paris, Grand Palais.
- 1991 "Bronzes anciens bouddhiques et hindous du Sri Lanka", Paris, Musée Guimet.